# Перестанова підмет — допоміжне дієслово
Перестанова підмет — допоміжне дієслово (англ. Subject–auxiliary inversion, SAI) — це поширений тип інверсії в англійській мові, за якого фінітне допоміжне дієслово (під яким тут також маються на увазі фінітні форми зв'язки be) «переставляється» (міняється місцями) з підметом. Таким чином, порядок слів змінюється на допоміжне дієслово — підмет, противно до канонічного порядку розповідних речень в англійській підмет — дієслово. Найчастіше перестанова підмета з допоміжним дієсловом в англійській мові використовується у формуванні запитань, хоча вона також має й інші застосування, зокрема у формуванні умовних речень, а також у побудові речень, що починаються із заперечних виразів (заперечна інверсія).
УВ певних видах англійських речень інверсія також можлива з недопоміжними дієсловами.

## Огляд
Перестанова підмет — допоміжне дієслово передбачає поміщення підмета після фінітного допоміжного дієслова, а не перед ним, як у типових розповідних реченнях (канонічний порядок слів англійської мови — підмет — присудок — додаток).
Типовим прикладом інверсії є:
a. Sam has read the paper. — Твердження.
b. Has Sam read the paper? — Запитання «так — ні», утворене через інверсію.
Тут підмет — Sam, а дієслово has — допоміжне. У питанні ці два елементи міняються місцями (переставляються). Якщо в реченні немає допоміжного дієслова, такого роду проста інверсія неможлива. Натомість, щоб уможливити інверсію, в речення треба додати допоміжне слово:
a. Sam enjoys the paper. — Твердження з недопоміжним дієсловом enjoys.
b. *Enjoys Sam the paper? — Ідіоматично некоректно; проста інверсія з такого типу дієсловом вважається застарілою.
c. Sam does enjoy the paper. — Речення сформульоване через допоміжне дієслово does.
d. Does Sam enjoy the paper? — Речення сформульоване через допоміжне does тепер дозволяє інверсію.
Про винятки з принципу, згідно з яким переставлене дієслово має бути допоміжним, див. § Перестанова з іншими видами дієслів нижче. Також можливе інвертування підмета з заперечними скороченнями (can't, isn't тощо). Наприклад:
a. He isn't nice.
b. Isn't he nice? — Підмет he переставляється із заперечним скороченням isn't.
Порівняйте це з нескороченою формою Is he not nice? та застарілим Is not he nice?.

## Використання перестанови підмет— допоміжне дієслово
Основні способи використання інверсії в англійській мові описано в наступних розділах, хоча іноді можна зустріти й інші типи. Більшість цих використань обмежені головними реченнями; їх немає в підрядних реченнях. Однак інші типи (наприклад, інверсія в умовних реченнях) є специфічними для підрядних речень.

### У запитаннях
Найпоширенішим використанням перестанови підмета та допоміжного дієслова в англійській мові є формування запитань. Він з'являється в питаннях «так — ні»:
a. Sam has read the paper. — Твердження.
b. Has Sam read the paper? — Запитання.
а також у запитаннях з питальними словами (wh-questions):
a. Sam is reading the paper. — Твердження.
b. What is Sam reading? — Запитання з питальним what.
Інверсія не відбувається, втім, коли питальне слово є підметом або міститься в підметі. У цьому разі підмет залишається перед дієсловом (можна сказати, що wh-fronting має перевагу над інверсією):
a. Somebody has read the paper. — Твердження.
b. Who has read the paper? — Підмет — питальне who; інверсії немає.
c. Which fool has read the paper? — Підмет містить питальне which; інверсії немає.
Інверсія також зазвичай не відбувається в непрямих запитаннях, де питання більше не в головному реченні через принцип пентхауса. Наприклад:
a. «What did Sam eat?», Cathy wonders. — Інверсія в прямому запитанні.
b. *Cathy wonders what did Sam eat. — Неправильно; інверсії не має бути в непрямому запитанні.
c. Cathy wonders what Sam ate. — Правильно; непряме запитання утворене без інверсії.
Подібним чином:
a. We asked whether Tom had left. — Правильно; непряме запитання без інверсії.
b. *We asked whether had Tom left. — Неправильно.

### Заперечна інверсія
Інше використання перестанови підмета з допоміжним дієсловом — у реченнях, які починаються з певних типів виразів, що містять заперечення або мають заперечну силу. Наприклад:
a. Jessica will say that at no time.
b. At no time will Jessica say that. — Перестанова підмета і допоміжного слова після заперечного виразу.
c. Only on Mondays will Jessica say that. — Перестанова підмета і допоміжного слова після виразу з заперечною силою.

### Інверсія в умовних реченнях
Перестанова підмет — допоміжне дієслово може використовуватися в певних типах підрядних речень, що виражають умову:
a. If the general had not ordered the advance, …
b. Had the general not ordered the advance, … — Інверсія контрфактичного умовного речення.
Коли умова виражається за допомогою інверсії, сполучник if опускається.

### Інші випадки
Перестанова підмета з допоміжним словом вживається після анафоричної частки so, переважно в еліптичних реченнях. Те саме часто трапляється в еліптичних реченнях, що починаються з as.
a. Fred fell asleep, and Jim did too.
b. Fred fell asleep, and so did Jim.
c. Fred fell asleep, as did Jim.
Інверсія також виникає вслід за виразом, що починається із so або such, як-от:
a. We felt so tired (such tiredness) that we fell asleep.
b. So tired (Such tiredness) did we feel that we fell asleep.
Інверсія може додатково використовуватися в еліптичних реченнях, введених за допомогою частки порівняння than:
a. Sally knows more languages than her father does.
b. Sally knows more languages than does her father. – Необов'язкова інверсія, без зміни в значенні

## Перестанова з іншими видами дієслів
Існують певні схеми речень в англійській мові, коли перестанова підмета відбувається з дієсловом, котре не обов'язково є допоміжним. Тут підмет може переставлятися з певними головними дієсловами, наприклад After the pleasure comes the pain, або з послідовністю дієслів, наприклад In the box will be a bottle. Крім того, інверсія не обмежувалася допоміжними дієсловами в старих формах англійської мови. Приклади недопоміжних дієслів, використовуваних в інверсії, можна знайти в старих текстах або в англійській, записаній в архаїчному стилі:
Know you what it is to be a child? (Френсіс Томпсон)
Дієслово have, коли воно використовується для позначення, в широкому сенсі, володіння (і, отже, не як допоміжне), все ще іноді вживається таким чином у сучасній стандартній англійській мові:
Have you any idea what this would cost?